# 어멜 아민
어멜 어민(Aml Ameen, 영어 발음: /(əˈmɛl əˈmiːn/, 1985년 7월 30일 ~ )은 잉글랜드의 배우이다.

## 출연 작품
- 죽을 때까지 (2021)
- 나이트 워스 리빙 (2018)
- 야디 (2018)
- 인투 더 미러 (2018)
- The Price (2017)
- 소이 네로 (2016)
- 라일라 & 이브 (2015)
- 블랙버드 (2014)
- 메이즈 러너 (2014)
- 에비던스 (2013)
- 버틀러: 대통령의 집사 (2013)
- 레드 테일스 (2012)
- 레드 하트 (2011)
- 키덜트후드 (2006)

### 텔레비전
- 홀비 시티 (2004)
- 더 빌 (2006-07)
- 해리스 로우 (2011-12)
- CSI: 마이애미 (2012)
- 센스8 (2015)